# Ennemis publics (film, 2005)
Pour les articles homonymes, voir Ennemi public.
Pour plus de détails, voir Fiche technique et Distribution.
Ennemis publics est un film français de Kader Ayd sorti en 2005.

## Fiche technique
- Réalisation : Karim Abbou et Kader Ayd
- Scénario : Kader Ayd, Jerome Faucheux, Mathieu Kendrick
- Musique : Bernard Lavilliers
- Image : Baptiste Gautier
- Production : Spartans Division

## Distribution
- Kader Ayd
- Armand Assante
- Charles Aznavour
- Ludovic Berthillot
- Richard Bohringer
- Dolores Chaplin
- Cyrielle Clair
- Philippe Nahon